# Arto Lindsay
Arto Lindsay (ur. 28 maja 1953 w USA) – amerykańsko-brazylijski muzyk, producent muzyczny oraz autor piosenek. Członek zespołów The Lounge Lizards, Ambitious Lovers, DNA oraz The Golden Palominos. Związany z nowojorską sceną awangardową. Producent wielu albumów brazylijskiej muzyki pop.
Współpracował z takimi artystami jak John Zorn, Marc Ribot, Brian Eno, David Byrne, Fred Frith, Bill Frisell, Caetano Veloso, Gilberto Gil, Laurie Anderson.
Stał się znany szerszej publiczności jako członek no wave'owego zespołu DNA po opublikowaniu w 1978 roku przez Briana Eno składanki No New York, na której znajdowały się m.in. utwory tej grupy.
Zagrał w dwóch filmach, Rozpaczliwie poszukując Susan oraz Candy Mountain.

## Dyskografia

### Albumy solo
- Aggregates 1-26 (1995, Knitting Factory Works)
- Subtle Body (1996, Bar/None Records)
- Mundo Civilizado (1996, Bar/None Records)
- Noon Chill (1998, Bar/None Records)
- Prize (1999, Righteous Babe Records)
- Ecomixes (2000, Avex Trax)
- Invoke (2002, Righteous Babe Records)
- Salt (2004, Righteous Babe Records)

### The Lounge Lizards
- Lounge Lizards (1981, EG Records)

### DNA
- John Gavanti: An Operetta (1981, Atavistic)
- A Taste of DNA (1981, American Clave; EP)
- DNA: Last Live at CBGB's (1993, Avant)

### The Golden Palominos
- The Golden Palominos (1983, Celluloid)

### Ambitious Lovers
- Envy (1984, EG Records)
- Greed (1988, Virgin Records)
- Lust (1991, Elektra)

### Inne
- Anarchist Republic of Bzzz (z Seb El Zinem, Markiem Ribotem, Mikiem Laddem i Sensational; 2009, Important Records)